# TSV Altenholz
Der Turn- und Sportverein Altenholz von 1948, kurz TSV Altenholz, ist ein Sportverein aus Altenholz bei Kiel. Er hatte im September 2012 rund 3000 Mitglieder.

## Geschichte
Gegründet wurde der TSV Altenholz am 21. Mai 1948 und bietet heute unter anderem Badminton, Fußball, Gymnastik, Handball, Judo, Karate, Leichtathletik, Schwimmen, Tanzen, Tennis, Tischtennis, Turnen und Volleyball als Sportarten an.

## Fußball
Die Fußballabteilung des TSV Altenholz wurde am 29. Juni 1966 gegründet. Sie stand vereinsintern zumeist an zweiter Stelle hinter den Handballern. Im Raum Kiel waren Vereine wie die KSV Holstein, der FC Kilia Kiel und auch der VfB Kiel höherklassig angesiedelt. So verlor der TSV auch regelmäßig gute Jugendspieler an die Konkurrenz. Erst Anfang der 1990er Jahre sorgten sechs Kaufleute für professionelle Strukturen im Altenholzer Fußball. Sie holten verschiedene aus dem TSV hervorgegangene Fußballspieler zurück. Zwischen 1991 und 1994 gelang den TSV-Fußballern unter Trainer Harry Witt jährlich ein Aufstieg, der sie von der Kreisliga über Bezirksklasse, Bezirksliga, Landesliga bis in die Verbandsliga führte. Damit stand der TSV vor den Lokalkonkurrenten Kilia und VfB. Als Trainer Witt von seinem Ex-Verein KSV Holstein abgeworben wurde, dauerte es bis 1997, ehe die Fußballherren erstmals in die Oberliga Hamburg/Schleswig-Holstein aufstiegen. Nun wurde die Leistungsfußballabteilung eigens in die TSV Altenholz Fußball GmbH & Co. KG ausgegliedert.
In der Oberliga traf der TSV auch direkt auf die KSV Holstein. Das Kieler Lokalderby vom 17. Oktober 1997 bescherte der Oberliga Schleswig-Holstein/Hamburg mit 4.102 Zuschauern eine neue Rekordkulisse. Der TSV verlor mit 1:3 und verpasste damit die Chance, beste Kieler Fußballmannschaft zu werden.
1999/2000 verpasste der TSV um fünf Punkte die Meisterschaft. Zur Saison 2000/01 wurde der Kader nochmals um Ex-Profis wie Timo Hempel und Marco Hinz verstärkt. Der Sprung in die Regionalliga wurde jedoch deutlich verpasst. Der TSV beendete die Saison als Zehnter, die GmbH & Co. KG wurde wieder in den Gesamtverein eingegliedert. Nach dem zwölften Platz 2002/03 waren die Fußballer zwar sportlich gerettet, zogen sich jedoch aus der Oberliga zurück. Die Sponsoren hatten ihr Engagement in Altenholz beendet, nachdem der TSV mit der KSV Holstein und dem TuS Felde eine Übereinkunft getroffen hatte, der KSV Holstein die Führungsrolle im Kieler Fußball zu überlassen. In der Saison 2005/06 gelang dem TSV der Aufstieg aus der Bezirksoberliga Kiel in die Verbandsliga Schleswig-Holstein. 2008 qualifizierte sich der Verein für die neue Schleswig-Holstein-Liga, aus der man 2010 wieder abstieg. In der Saison 2011/12 gelang dem TSV als Meister der Verbandsliga Schleswig-Holstein der Aufstieg und damit die Rückkehr in die Schleswig-Holstein Liga. Aus dieser stieg man 2017 in die Landesliga Schleswig ab.
Der TSV Altenholz verfügt auch über eine Frauenfußballabteilung, bei der die deutsche Nationalspielerin Britta Carlson ihre Karriere begann. Heute ist sie Co-Trainerin der deutschen Fußballnationalmannschaft der Frauen.

## Handball
Bekannt ist der TSV Altenholz vor allem für seine Handballabteilung. Die 1. Herrenmannschaft spielt in der 3. Handball Liga Nord. Der bislang größte Erfolg gelang den Handballern 1975 mit dem Aufstieg in die Handball-Bundesliga. Doch nach nur einer Spielzeit und lediglich vier Siegen in der Staffel Nord musste der TSV mit vierzehn Niederlagen als Tabellenletzter wieder absteigen. Die folgenden fünf Jahre spielte der TSVA in der damals noch zweitklassigen Regionalliga Nord und verpasste 1981 zunächst die Qualifikation für die neue 2. Bundesliga, rutschte also vorübergehend in die Drittklassigkeit ab.
Bereits 1982 gelang jedoch der Aufstieg in die 2. Bundesliga. Nach einem guten Start als Siebter der Staffel Nord rutschte der TSV in der folgenden Saison auf den zwölften Platz ab, um schließlich 1984/85 abzusteigen. Der Wiederaufstieg gelang dem TSV erst acht Jahre später 1993. Zwar verpasste der TSV zunächst den Klassenerhalt um nur drei Punkte und stieg als Tabellenletzter der Staffel Nord 1994 wieder ab, doch dieses Mal gelang die sofortige Rückkehr in die 2. Bundesliga, der er seitdem ohne Unterbrechung bis 2011 angehörte. Zwar rettete sich der Verein mehrmals nur knapp vor dem Abstieg und er landete zumeist auf hinteren Tabellenrängen. Doch gelangen dem TSV 2003/04 mit dem siebten und 2004/05 mit dem sechsten Platz zuletzt auch Platzierungen in vorderen Tabellenregionen.
Nach insgesamt 21 Spielzeiten in der 2. Handball-Bundesliga belegt der TSV Altenholz in der „Ewigen Tabelle der 2. Bundesliga“ den 23. Platz von bislang 166 Zweitligisten. Auch sind die TSV-Handballer an mehreren Rekorden in der 2. Handball-Bundesliga beteiligt. So gelangen dem TSV beim 51:30-Heimsieg über den VfL Fredenbeck in der Saison 2004/05 die meisten Tore, die je ein Handballzweitligist in einem Spiel warf. Zugleich war diese Begegnung die zweittorreichste Partie in der Geschichte der 2. Liga und bedeutete den zweithöchsten Sieg in der Geschichte der 2. Liga Nord. Beim 48:30 über die HSG Niestetal-Staufenberg in der Saison 2005/06 schaffte der TSV Altenholz auch die zweitmeisten Tore in einem Spiel der 2. Liga. Die Saison 2007/08 schloss Altenholz mit dem 16. Platz ab, sodass der TSV in die Relegation müsste. In der Relegation gegen die HG Oftersheim/Schwetzingen verlor man beide Partien, sodass der TSV in der Saison 2008/09 in der Regionalliga starten sollte. Durch einen Einspruch beim Bundessportgericht des Deutschen Handballbundes gegen die Wertung einiger Spiele des SC Magdeburgs II, die in diesen Partien nicht spielberechtigte Spieler der 1. Mannschaft einsetzten, verblieb der TSV doch in der 2. Liga.
Die Saison 2010/11 beendete Altenholz auf dem 11. Platz, was den Abstieg in die 3. Liga zur Folge hatte, da in der 2. Liga seit der Saison 2011/12 in einer statt wie bisher in zwei Staffeln gespielt wird. Am Ende der Saison 2012/13 belegte der TSV den zweiten Tabellenplatz in der 3. Liga Nord und stieg aufgrund des Verzichts anderer potenzieller Aufstiegskandidaten in die 2. Bundesliga auf. Nach der Saison 2013/14 folgte als Tabellenletzter der sofortige Wiederabstieg. In der Saison 2016/17 konnte die Meisterschaft in der 3. Liga Nord errungen werden, man verzichtete jedoch auf den Aufstieg in die 2. Handball-Bundesliga.

### Halle
Die Heimspiele trägt der TSV Altenholz in der Edgar-Meschkat-Halle aus, die etwa 1.200 Zuschauern Platz bietet.

### Mannschaftskader 2025/26
| Nr. | Name              | Geburtsdatum     | Position             |
| --- | ----------------- | ---------------- | -------------------- |
| 16  | Philip Saggau     | 5. Januar 2002   | Tor                  |
| 71  | Tom Landgraf      | 11. März 1996    | Tor                  |
| 98  | Jasper Basenau    | 6. Juli 1998     | Tor                  |
| 03  | Noah Schwenke     |                  | Rückraum links       |
| 04  | Julius Schneider  |                  | Rückraum rechts      |
| 05  | Jesse Dahmke      | 23. Oktober 2004 | Rückraum rechts      |
| 06  | Simon Seebeck     | 16. Januar 1997  | Rückraum Mitte/links |
| 09  | Lars Meereis      | 10. Juni 2000    | Rückraum rechts      |
| 10  | Jan Bornhöft      | 19. August 2004  | Linksaußen           |
| 11  | Rasmus Ankermann  | 31. Juli 2007    | Rückraum Mitte       |
| 14  | Ben Szilágyi      | 18. Oktober 2006 | Linksaußen           |
| 15  | Linus Dahmke      |                  | Rückraum Mitte       |
| 17  | Klas Bergemann    | 24. April 1998   | Rechtsaußen          |
| 18  | Morten Dibbert    | 19. Oktober 1991 | Kreis                |
| 19  | Hannes Glindemann | 6. März 1998     | Rückraum Mitte       |
| 22  | Lukas Hase        |                  | Kreis                |
| 23  | Nicolas Kahmke    | 2006             | Rückraum links       |
| 26  | Marces Johnsen    | 2005             | Rechtsaußen          |
| 55  | Sam Richard       | 22. März 2004    | Kreis                |
|     | Torge Greve       | 5. Juni 1975     | Trainer              |

### Bekannte ehemalige Spieler
- Thies Bergemann (* 1996)
- Dierk Berner (* 1957)
- Olaf Berner (* 1949)
- Jens Häusler (* 1967)[13]
- Alexander Bommes (* 1976)
- Rune Dahmke (* 1993)
- Sebastian Firnhaber (* 1994)
- Dennis Klockmann (* 1982)
- Hendrik Pekeler (* 1991)
- Sebastian Preiß (* 1981)
- Christoph Schindler (* 1983)

### Saisonbilanzen
| Liga                          | Saison    | Platz | Tore        | Punkte |
| ----------------------------- | --------- | ----- | ----------- | ------ |
| Bundesliga Nord               | 1975/76   | 10    | 0242 : 0314 | 08:28  |
| Regionalliga Nord (2. Liga)   | 1976–1981 | 0     | 0           |        |
| Regionalliga Nord (3. Liga)   | 1981/82   | 01    | 0571: 0472  | 43:09  |
| 2. Bundesliga Nord            | 1982/83   | 07    | 0429 : 0454 | 20:24  |
| 2. Bundesliga Nord            | 1983/84   | 12    | 0472 : 0544 | 19:33  |
| 2. Bundesliga Nord            | 1984/85   | 13    | 0522 : 0635 | 12:40  |
| Regionalliga Nord             | 1985–1993 | 0     | 0           |        |
| 2. Bundesliga Nord            | 1993/94   | 18    | 0701 : 0768 | 21:47  |
| Regionalliga Nord             | 1994/95   | 0     | 0           |        |
| 2. Bundesliga Nord            | 1995/96   | 12    | 0715 : 0757 | 30:38  |
| 2. Bundesliga Nord            | 1996/97   | 16    | 0737 : 0834 | 18:50  |
| 2. Bundesliga Nord            | 1997/98   | 13    | 0783 : 0839 | 29:39  |
| 2. Bundesliga Nord            | 1998/99   | 16    | 0753 : 0870 | 22:46  |
| 2. Bundesliga Nord            | 1999/00   | 15    | 0738 : 0799 | 24:40  |
| 2. Bundesliga Nord            | 2000/01   | 16    | 0744 : 0800 | 20:44  |
| 2. Bundesliga Nord            | 2001/02   | 12    | 0936 : 0979 | 30:42  |
| 2. Bundesliga Nord            | 2002/03   | 13    | 0979 : 1059 | 28:40  |
| 2. Bundesliga Nord            | 2003/04   | 07    | 1059 : 1038 | 36:32  |
| 2. Bundesliga Nord            | 2004/05   | 06    | 1071 : 1039 | 37:31  |
| 2. Bundesliga Nord            | 2005/06   | 11    | 1212 : 1189 | 39:37  |
| 2. Bundesliga Nord            | 2006/07   | 10    | 1012 : 1040 | 32:36  |
| 2. Bundesliga Nord            | 2007/08   | 16    | 1031 : 1052 | 24:44  |
| 2. Bundesliga Nord            | 2008/09   | 15    | 0960 : 1060 | 18:50  |
| 2. Bundesliga Nord            | 2009/10   | 15    | 0899 : 0996 | 22:44  |
| 2. Bundesliga Nord            | 2010/11   | 11    | 0868 : 0890 | 29:35  |
| 3. Liga Nord                  | 2011/12   | 04    | 0900 : 0810 | 40:20  |
| 3. Liga Nord                  | 2012/13   | 02    | 0926 : 0790 | 42:18  |
| 2. Bundesliga                 | 2013/14   | 19    | 0917 : 1123 | 11:61  |
| 3. Liga Nord                  | 2014/15   | 03    | 0875 : 0796 | 40:20  |
| 3. Liga Nord                  | 2015/16   | 10    | 0873 : 0849 | 28:32  |
| 3. Liga Nord                  | 2016/17   | 01    | 1031 : 0865 | 52:08  |
| 3. Liga Nord                  | 2017/18   | 02    | 0892 : 0796 | 43:13  |
| 3. Liga Nord                  | 2018/19   | 03    | 0932 : 0809 | 42:18  |
| 3. Liga Nord-Ost              | 2019/20   | 05    | 0701 : 0676 | 30:20  |
| 3. Liga Ligapokal Gruppe Nord | 2020/21   | 04    | 0188 : 0165 | 07:05  |
| 3. Liga Nord (Staffel A)      | 2021/22   | 02    | 0610 : 0527 | 29:11  |
| 3. Liga Nord                  | 2022/23   | 06    | 0699 : 0672 | 30:18  |
| 3. Liga Nord-Ost              | 2023/24   | 04    | 0946 : 0875 | 38:22  |
| 3. Liga Nord-Ost              | 2024/25   | 11    | 0912 : 0941 | 25:35  |

### Frauen
Die erste Damenmannschaft schaffte 2006/07 als Meister der Oberliga Schleswig-Holstein den Aufstieg in die Regionalliga Nordost. Die Mannschaft musste allerdings sofort wieder absteigen. In der Saison 2009/10 wurde Altenholz wiederum Meister der Oberliga. Im anschließenden Aufstiegsspiel um den Aufstieg in die neu geschaffene 3. Liga setzte sich Altenholz erfolgreich gegen den Hamburger Meister SC Alstertal-Langenhorn durch. In der folge Saison 2010/11 platzierten sie sich auf den 12. Platz in der 3. Liga Nord, was den direkten Abstieg bedeutete. Ab der Saison 2011/12 spielte die erste Frauenmannschaft durchgängig in der Oberliga HH/SH. Den Wiederaufstieg in die 3. Liga gelang den ersten Frauen zur Saison 2021/22, die Klasse konnte jedoch nicht gehalten werden. 2024 stieg Altenholz erneut in die 3. Liga auf.

### Jugend
Der männlichen C-Jugend der Handballabteilung gelang im Jahr 1984 der Gewinn der deutschen Jugendmeisterschaft. Sie besiegte im Finale den Süddeutschen Meister TV Hüttenberg mit 18:13.

## Volleyball
Die Volleyballabteilung wurde 1976 gegründet und nahm bis 2005 mit zahlreichen Frauen- und Männermannschaften am Spielbetrieb in Schleswig-Holstein teil. Heute gibt es noch eine Frauen- und zwei Hobby-Mixed-Mannschaften.